# Noriyuki Tanaka
Noriyuki Tanaka es un investigador japonés de botánica económica de la Universidad de Teikyo, y su Jardín de Plantas Medicinales de la Facultad de Farmacia.
- La abreviatura «N.Tanaka» se emplea para indicar a Noriyuki Tanaka como autoridad en la descripción y clasificación científica de los vegetales.[2]

## Algunas publicaciones
- nobuyuki Tanaka. 1997. Taxonomic Significance of Some Floral Characters in Helonias and Ypsilandra (Liliaceae). En: The J. of Jap. Sci. 72 (2 ): 110-114

- -------------------------. 1981. Studies on chromosome arrangement in some higher plants. I. Interphase chromosomes in three liliaceous plants. Cytologia 46: 343-357